# Climat du Sri Lanka
Le climat du Sri Lanka est tropical humide. 

## Températures
Les températures moyennes vont de 16 °C à Nuwara Eliya, où il peut geler pendant plusieurs jours en hiver, à 32 °C à Trincomalee sur la côte nord-est. La moyenne annuelle sur l’ensemble du pays est de 28 30°. Janvier est le mois le plus froid ; mai, le plus chaud, précède la mousson d’été.

## Précipitations
Les précipitations dépendent largement de la mousson et sont réparties en quatre saisons. La première saison pluvieuse s’étend de la mi-mai à octobre. Les vents s’établissent alors au sud-ouest et se gorgent d’humidité au-dessus de l’océan Indien. Lorsqu’ils rencontrent les versants sud des chaînes montagneuses, ils génèrent de fortes pluies sur le sud-ouest de l’île, parfois jusqu’à 2 500 mm par mois. L’intermousson, d’octobre à novembre, est traversées d’orages ponctuels et parfois de cyclones tropicaux. La mousson d’hiver dure de décembre à mars, pendant lesquels les vents de nord-est apportent l’humidité du golfe du Bengale sur les flancs nord de l’île. Une deuxième intermousson dure de mars à mi-mai.
Les régions montagneuses du sud-ouest sont les plus humides du pays. À Colombo, l’humidité relative est supérieure à 70 % toute l’année et peut atteindre 90 % au mois de juin. À Anuradhapura, elle est de 60 % pendant l’intermousson de mars, mais monte à 80 % pendant les pluies de novembre et décembre.

## Colombo
La ville et la capitale de Colombo connaît un climat influencé par la mousson d'été. L'atmosphère est continuellement chaude et moite, avec une humidité relative supérieure à 70 % toute l’année et pouvant atteindre 90 % au mois de juin. Le climat est de type tropical. La mousson de Yala touche Colombo de mai à août. On observe une grande similitude entre le climat de l'île et celui du sud de l'Inde : deux moussons (en avril et mai, puis de septembre à novembre), un hiver et un été secs. En revanche, les périodes de pluie peuvent être sévères et provoquer de fortes inondations. Ainsi, plus de 20 centimètres d'eau peuvent tomber en six heures, accompagnés de vents violents.
| Mois                              | jan. | fév. | mars | avril | mai | juin | jui. | août | sep. | oct. | nov. | déc. | année |
| --------------------------------- | ---- | ---- | ---- | ----- | --- | ---- | ---- | ---- | ---- | ---- | ---- | ---- | ----- |
| Température minimale moyenne (°C) | 22   | 23   | 24   | 25    | 26  | 26   | 25   | 25   | 25   | 24   | 23   | 23   | 24    |
| Température moyenne (°C)          | 27   | 27   | 28   | 29    | 29  | 28   | 28   | 28   | 28   | 27   | 27   | 27   | 28    |
| Température maximale moyenne (°C) | 31   | 31   | 32   | 32    | 31  | 30   | 30   | 30   | 30   | 30   | 30   | 30   | 30    |
| Précipitations (mm)               | 62   | 69   | 130  | 253   | 382 | 186  | 125  | 114  | 236  | 369  | 310  | 168  | 2 426 |